# Embalse de Santiago
El embalse de Santiago (en gallego: encoro de Santiago) es una infraestructura hidrológica construida en el río Sil, en el municipio de Villamartín de Valdeorras, provincia de Orense, Galicia, España.